# 上海市甘霖初级职业技术学校
甘霖初级职业技术学校是中華人民共和國上海市普陀區一所公辦中等職業技術學校，占地面积6949平方米，建築面積3477平方米。1999年10月，甘霖初级职业技术学校在普陀區聾啞學校基礎上成立，最初地址位於延長西路150弄39號，2002年8月搬遷至宜川路580號。